# 군산 어청도 등대
군산 어청도 등대는 대한민국 전북특별자치도 군산시 옥도면 어청도리, 어청도에 있는 대한제국시대의 건축물이다. 2008년 7월 14일 대한민국의 국가등록문화재 제378호로 지정되었다.

## 개요
이 등대는 청일전쟁 후 중국 항로의 중요성이 부각되면서 축조하였다. 입구의 삼각형 돌출지붕(pediment)과 이를 장식한 꽃봉우리 그리고 상부로 갈수록 좁아 드는 단면 등이 주변의 바다 풍광과 잘 어우러진다. 내부의 조립식 나선형 철제 계단과 외부 침입자를 차단하기 위한 접이식 철제 바닥판 역시 독특한 형태이다. 불을 밝히는 등명기(燈明機)를 수은 위에 뜨게 하여 회전시킨 '중추식 등명기(목제의 덕트 시스템)'의 흔적 등 초기 등대의 구성 요소가 잘 남아 있다. 아펜젤러 선교사가 어청도 등대 앞바다에서 순교했다고 한다.

## 등록 사유
청일전쟁 후 중국 항로의 중요성이 두드러지자 일제가 1912년에 축조한 등대로서 전면 입구의 삼각형 페디먼트(pediment, 기둥으로 받쳐진 지붕이 있는 현관 위에 놓인 3각형 )와 상부로 갈수록 좁아 드는 사각기둥의 단면처리 등이 주변 바다의 풍광과 잘 조화된 아름다운 등대이다.
또한, 등명기(燈明機)를 수은 위에 뜨게 하여 회전시킨 ‘중추식등명기’의 흔적이 그대로 남아 있고 조립식 나선형 계단과 접었다 폈다 할 수 있는 철제 바닥판 등 등대 구성시스템이 고스란히 잘 보관되어 있을 뿐 아니라 초기 등대의 원형을 잘 유지하고 있다.

## 같이 보기
- 어청도

## 참고 자료
- 군산 어청도 등대 - 국가유산청 국가유산포털